# Wierciochy
Wierciochy – wieś w Polsce położona w województwie podlaskim, w powiecie suwalskim, w gminie Raczki.
Wieś magnacka położona była w końcu XVIII wieku w powiecie grodzieńskim województwa trockiego. W latach 1975–1998 miejscowość administracyjnie należała do województwa suwalskiego.
W okresie międzywojennym stacjonowała tu placówka Straży Celnej „Wierciochy”.
W Wierciochach urodził się Stanisław Stankiewicz (1896–1953), podpułkownik piechoty Wojska Polskiego, działacz niepodległościowy, kawaler Orderu Virtuti Militari.